# POLPAK-T
POLPAK-T (ang. Polish Packet Transit) – sieć szybkiej transmisji danych, zbudowana przez wydzieloną jednostkę Telekomunikacji Polskiej Centrum Systemów Teleinformatycznych, udostępniona użytkownikom w 1995 roku.
POLPAK-T działał na bazie protokołów Frame Relay (warstwa dostępowa) i ATM (szkielet sieci). Sieć wykorzystywana była głównie do biznesowego dostępu do Internetu oraz zestawiania stałych kanałów transmisji danych (PVC) pomiędzy oddziałami firmy. We wstępnej fazie, przepływności oferowanych łączy wynosiły od 64 kbit/s do wielokrotności 2 Mbit/s w przypadku zastosowania technologii Frame Relay, lub nawet do 622 Mbit/s w przypadku zastosowania technologii ATM, na co TP SA pozwalała jedynie "kluczowym klientom". 
Sieć POLPAK-T od samego początku posiadała połączenie z operatorami Internetu, na początku za pośrednictwem NASK, a później - własnego łącza naziemnego do MCI o przepływności 2 Mbit/s. W 1997 roku, sumaryczna przepływność łączy zagranicznych wynosiła 6 Mbit/s, a w 1999 i 2000 roku osiągnęła odpowiednio 45 Mbit/s i 155 Mbit/s. Obecnie, wykorzystywane jest kilkudziesięciogigabitowe połączenie z siecią TeliaSonera oraz OpenTransit (France Telecom).
Na bazie szkieletu POLPAK-T realizowane są obecnie usługi Neostrada, Internet DSL oraz, do czasu zamknięcia, SDI, a także funkcjonujący od 1996 roku numer dostępowy 0202122.